# Geografía del Piamonte

El Piamonte por zonas altimétricas.

La Geografía del Piamonte ilustra las características geográficas de la región italiana del Piamonte, en el noroeste. Al oeste del Piamonte confina con Francia, al norte con el Valle de Aosta y Suiza (en correspondencia con las provincias de Vercelli y de Verbania), al este con Lombardía y Emilia-Romaña y al sur con Liguria. Con 25.402 km², el Piamonte es la segunda región en tamaño de las veinte de Italia, siendo superada solo por Sicilia. 

## Orografía

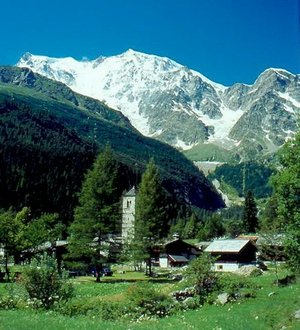
Macugnaga.

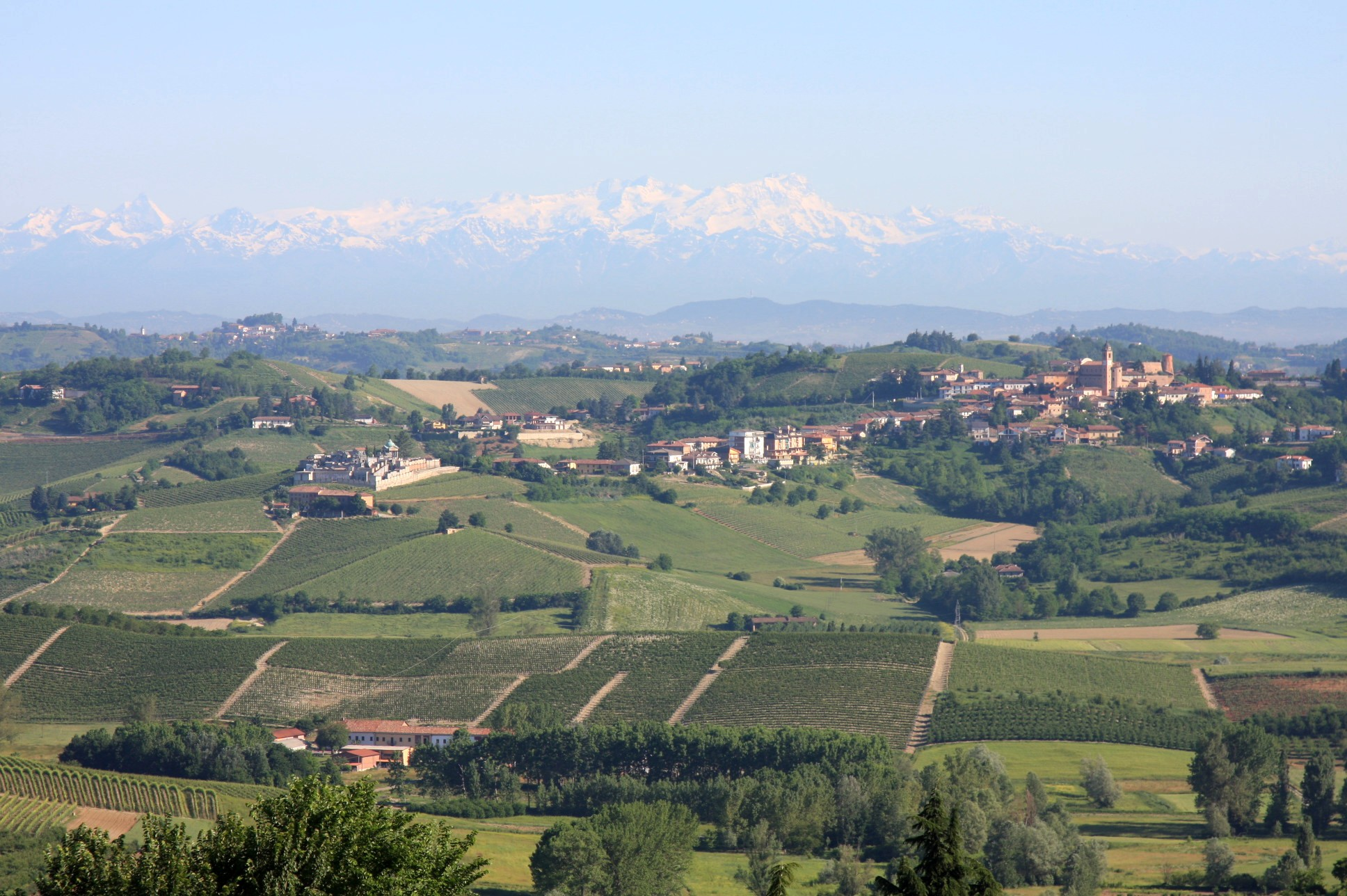
Paisaje en Monferrato.

El territorio de la región, situado en la parte más occidental de Italia continental, es prevalentemente montuoso, 43,3%, pero frecuentes son también las zonas de colinas, que representan el 30,3% del territorio, y las de llanura (26,4%). 
Piamonte significa a los pies del monte (pedemontium), así definido porque está circundado por tres de sus lados por montañas: los Alpes occidentales y los Apeninos ligures. Al oeste y al norte están los Alpes occidentales, desde el paso de Tenda hasta el Simplón. Sus picos más altos son el Mont Blanc (4.807 m s. n. m.), el monte Rosa (4.638 m s. n. m.), el Cervino (4.482 m s. n. m.) y el Monviso (3.841 m s. n. m.), donde nace el río Po. Los Alpes van descendiendo poco a poco hacia el sur, aunque no siempre. En efecto, la montaña piamontesa tiene un aspecto imponente y áspero: de hecho las alturas de más de tres mil metros descienden rápidamente hacia la llanura. Su característica, en la zona occidental de la región, es que se encuentra privada de los Prealpes como las demás regiones alpinas. De esto deriva el topónimo Piamonte que significa entonces "al pie de los montes". 
La llanura está formada por depósitos y aluviones del Cuaternario. Es la gran llanura padana, constituida por el sistema hidrográfico del Po y de sus numerosos afluentes, en los que destacan el Dora y el Tanaro. Al sur se encuentran los Apeninos, en los confines con Liguria y Emilia-Romaña, formando así un límite natural. La zona e mesetas del Terciario cuya altitud oscila entre los 400 y los 900 metros. Las principales zonas de colinas son el Canavese (al noroeste), las Langhe y el Roero (al sur), el Monferrato (en el centro) y las colinas Tortonesas (al sureste). Las colinas meridionales de las Langhe y del Monferrato están formados por antiguos sedimentos marinos y son poco resistentes al agua, que excava un laberinto de hoyos y valles. Las vertientes bien expuestas están cultivadas de vid, cereales y forraje pero también frutales y avellanos, mientras que la ganadería, que en el pasado estaba muy difundida, no siguen. 
Entre las colinas y los Alpes, un altiplano rico en agua llega hasta Cuneo, a alrededor de 500 metros de altitud: aquí los campos están cultivados sobre todo de forraje y cereales. El límite entre las colinas y la llanura se caracteriza por los resurgimientos, fuentes que enriquecen de agua los ríos y alimentan una red de canales de riego. El lago Mayor y la línea de los ríos Ticino - Sesia separan el Piemonte de la Lombardía. Además en la región empieza la Llanura padana, que, sobre todo en las provincias de Vercelli y Novara, es ampliamente cultivada de arroz, gracias también a la gran cantidad de agua disponible, sea por las surgencias, que, sobre todo, gracias a los canales artificiales, el más importante de los cuales es seguramente el Canal Cavour. 
En la zona en torno a las grandes ciudades, en particular en Turín y Novara, el paisaje típico es el de desarrollo industrial, mientras que el resto de la llanura es arroz se alterna con otros cereales y forraje y las plantaciones de álamos se intercalan con los campos.

### Montes
Los montes rodean al Piamonte al norte, al oeste y al sur. Al sur están los Apeninos, y el norte y oeste, los Alpes. Las cimas más altas de la región superan los 4.000 m s. n. m.: la Punta Nordend, la segunda cima más alta del macizo del Monte Rosa (4.634 m), grupo del que forman parte la Punta Dufour (4.634 m) y la Punta Gnifetti (4.554 m), así como el Gran Paradiso (4.061 m), cuya vertiente sur está en el Piamonte, mientras que la cima queda totalmente en el Valle de Aosta.

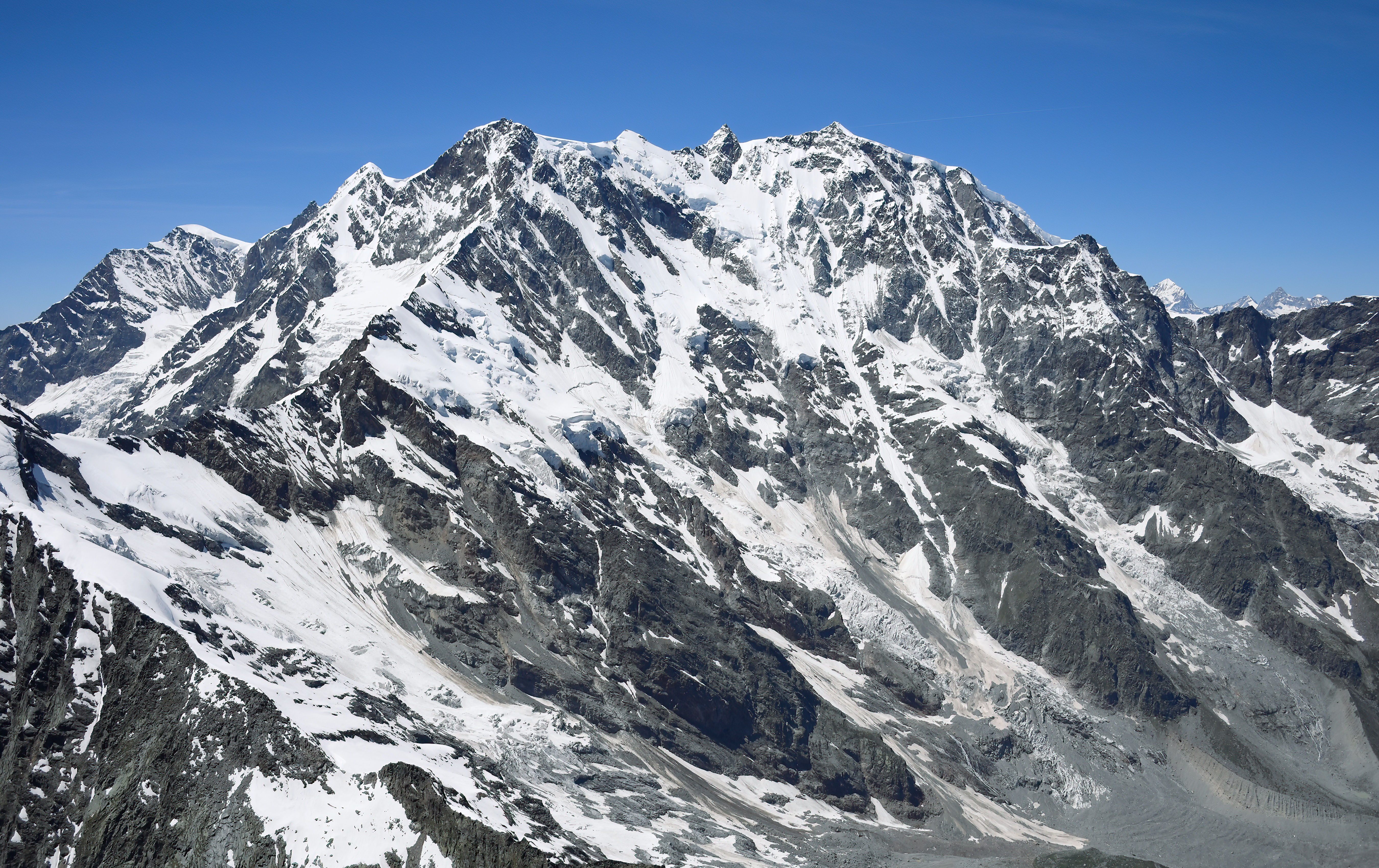
Cara este del Monte Rosa.

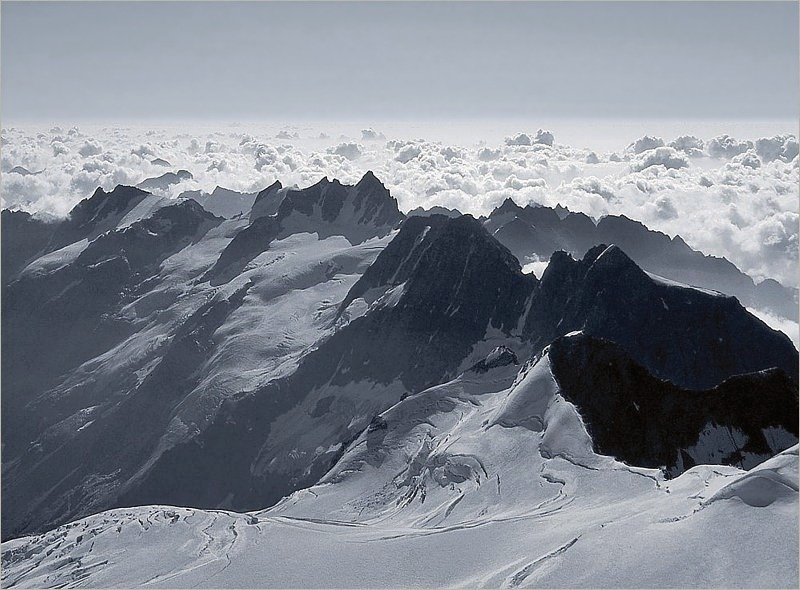
Panorama desde Gran Paradiso.

Son también numerosas las cimas que superan los 3.000 metros, entre los que están:
- Monviso 3841 m
- Uia di Ciamarella 3676 m
- Uia di Bessanese 3604 m
- Monte Leone 3552 m
- Rocciamelone 3538 m
- Corno Bianco 3320 m
- Punta Ramiere 3303 m
- Bric Bouchet 3216 m
- Matto 3097 m
- Monte Albergian 3043 m
- Rocca la Meia 2831 m
- Monte Giavino 2766 m
- Punta Marguareis 2651 m
- Bram 2357 m
- monte Barone 2044 m
- Monte Ebro 1700 m
- Monte Cavalmurone 1671 m
- Monte Antola 1597 m

Por lo que se refiere a los Alpes, las secciones y subsecciones alpinas que interesan al Piamonte son:
- Alpes cocios (Alpes del Monviso, Alpes del Monginevro, Alpes del Moncenisio)
- Alpes grayos (Alpes dei Lanzo y de la Alta Moriana, Alpes del Gran Paradiso)
- Alpes ligures (Prealpes Ligures, Alpes del Marguareis)
- Alpes lepontinos (Alpes de monte Leone y san Gottardo, Alpes Ticineses y del Verbano)
- Alpes marítimos y prealpes de niza (Alpes Marítimos)
- Alpes peninos (Alpes del Monte Rosa, Alpes Bieleses y Cusianos, Alpes del Mischabel y del Weissmies).

### Valles
Estando el Piamonte rodeado por el Norte y el Oeste por los Alpes y por el sur por los Apeninos, es rico en valles de dimensiones y longitud muy diferentes. En los valles se encuentran las huellas de la actividad humana y constituyen importantes vías de comunicación internacionales por carretera y ferroviarias. En los valles menores se encuentran presas, hidroeléctricas y centros turísticos.

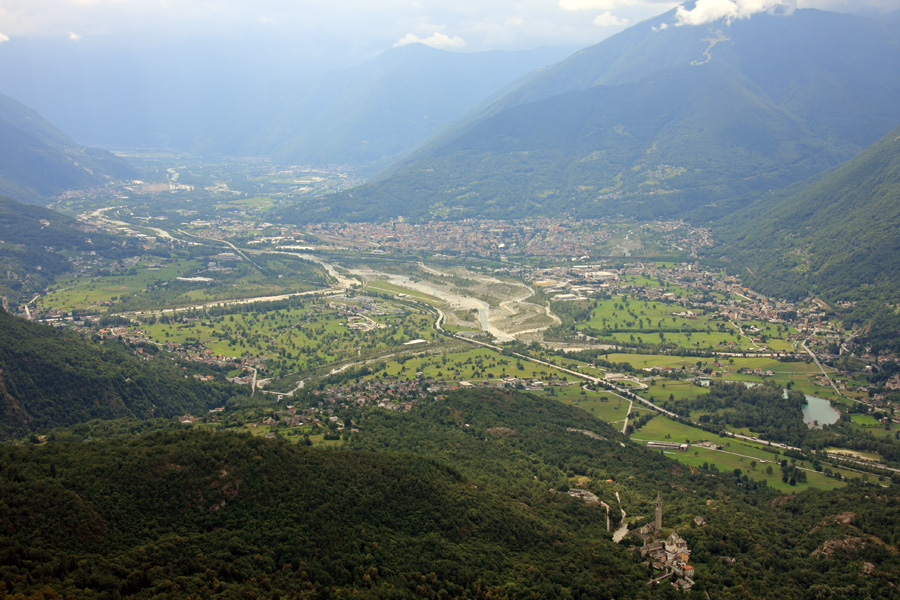
Panorama de Val d'Ossola.

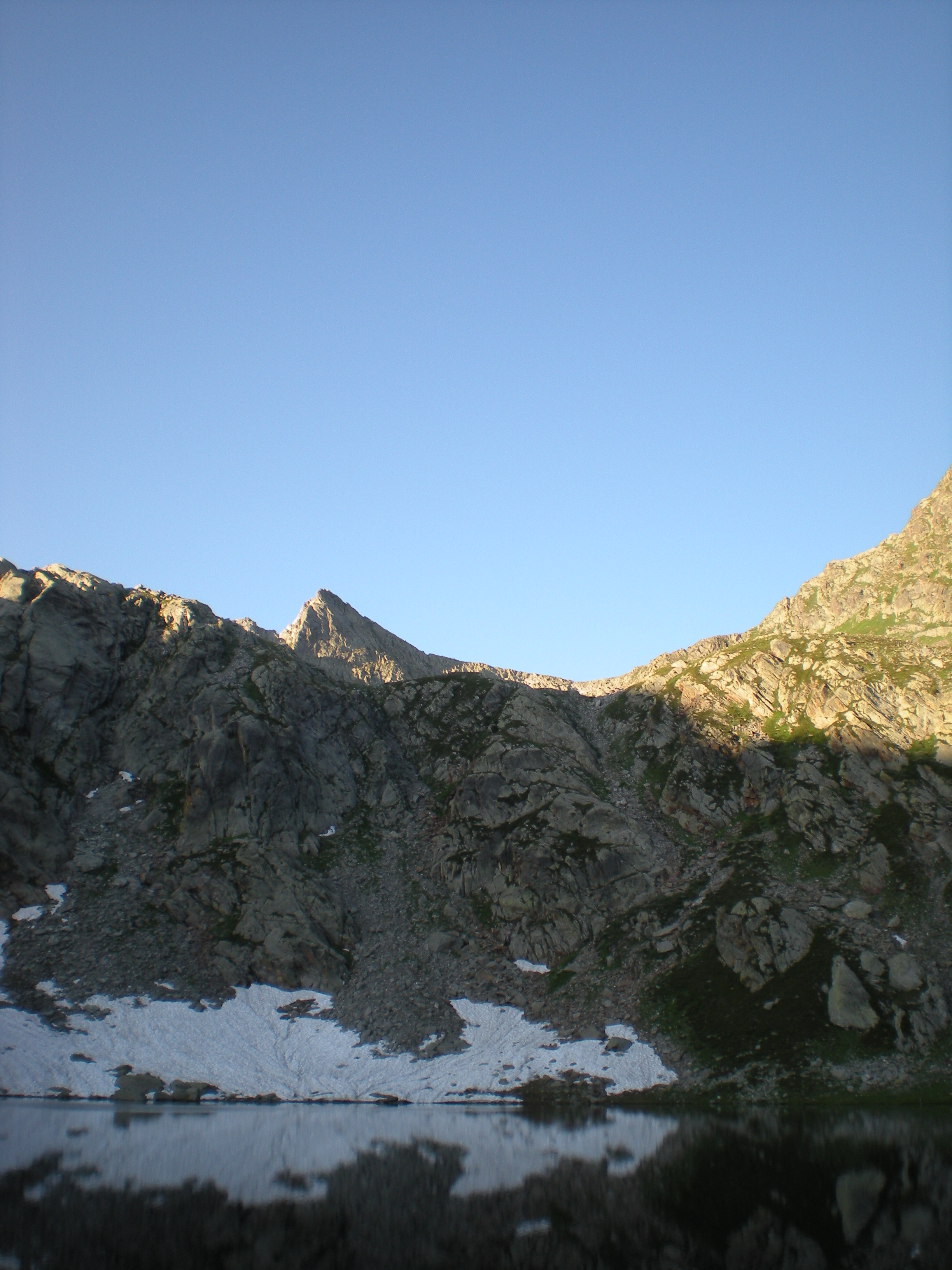
La Berretta del vescovo dal lago di Mezzo

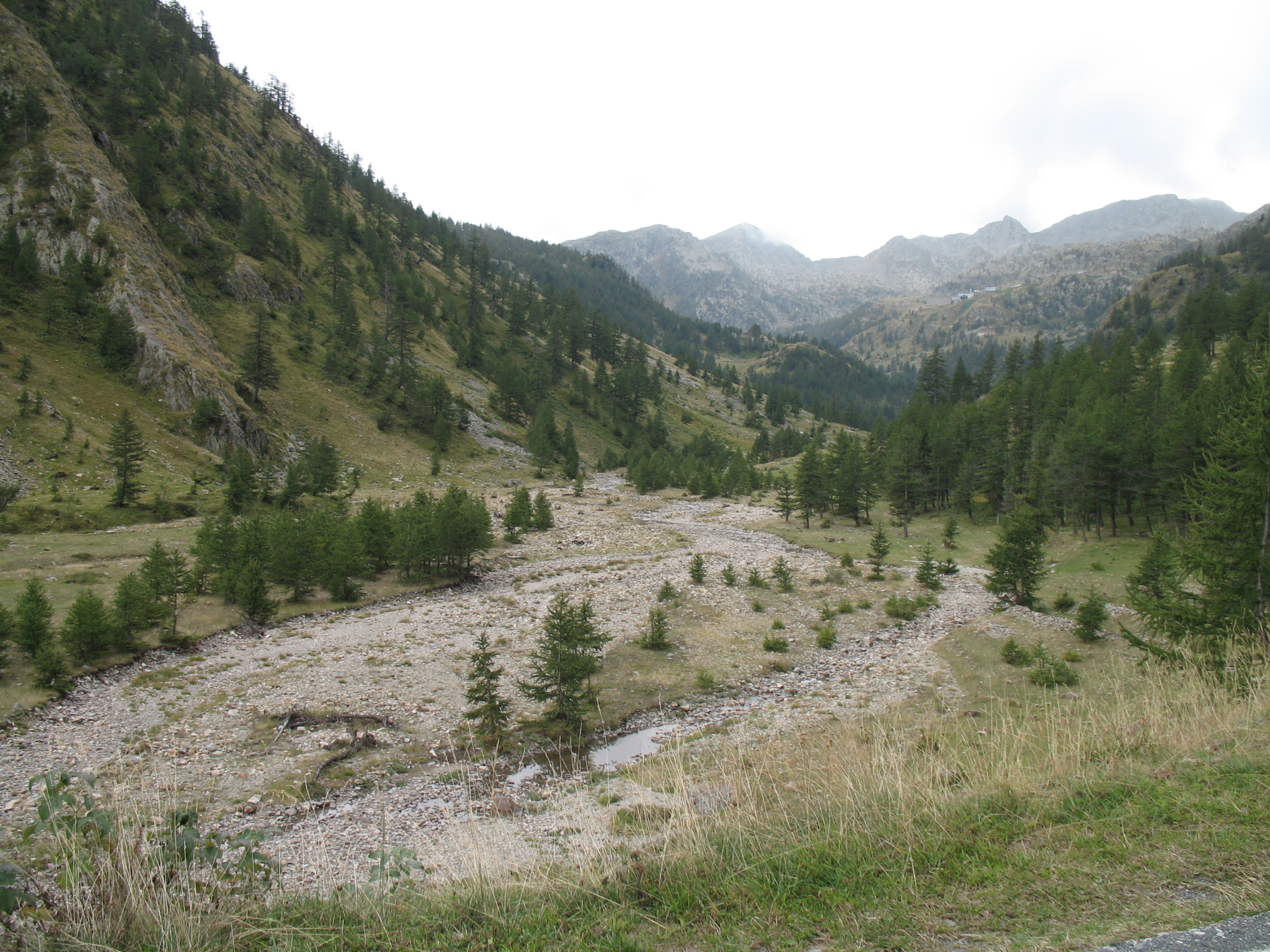
Imagen de Vinadio, valle Stura di Demonte, en la provincia de Cuneo.

Una posible lista de los valles en sentido contrario a las agujas del reloj, desde el norte y del límite con Lombardía:
- Val d'Ossola
  - Valle Anzasca
  - Valle Antrona
  - Val Bognanco
  - Val Divedro
  - Valle Antigorio
  - Val Formazza
  - Val Vigezzo
  - Valle Strona
- Valsesia
  - Val Mastallone
  - Val d'Otro
  - Val Vogna
  - Valle Sessera
- Valle del Cervo
  - Valle del Elvo
  - Valle di Mosso
- Valchiusella
- Valle del Orco
- Valles de Lanzo
  - Val grande di Lanzo
  - Val d'Ala
  - Valle di Viù
- Val Susa
- Val Sangone
- Val Chisone
- Val Pellice
- Valle Po
- Valle Maira
- Val Varaita
- Valle Grana
- Valle Stura di Demonte
- Valle Gesso
- Val Bormida
- Val Curone
- Valle Scrivia
- Val Borbera

## Hidrografía

### Ríos
El territorio piamontés es rico en cursos de agua, todos afluentes del río Po, que atraviesa totalmente la región, de oeste a este. Al Piamonte corresponde, en términos generales, la parte superior de la cuenca hidrográfica del Po, el mayor río italiano que nace en el Monviso. El río Po es el más largo de los que recorren el Piamonte: recoge todas las aguas provenientes del semicírculo de las montañas (Alpes y Apeninos) que circundan la región por tres de sus lados. Otros ríos importantes , ordenados por su caudal medio, son: 

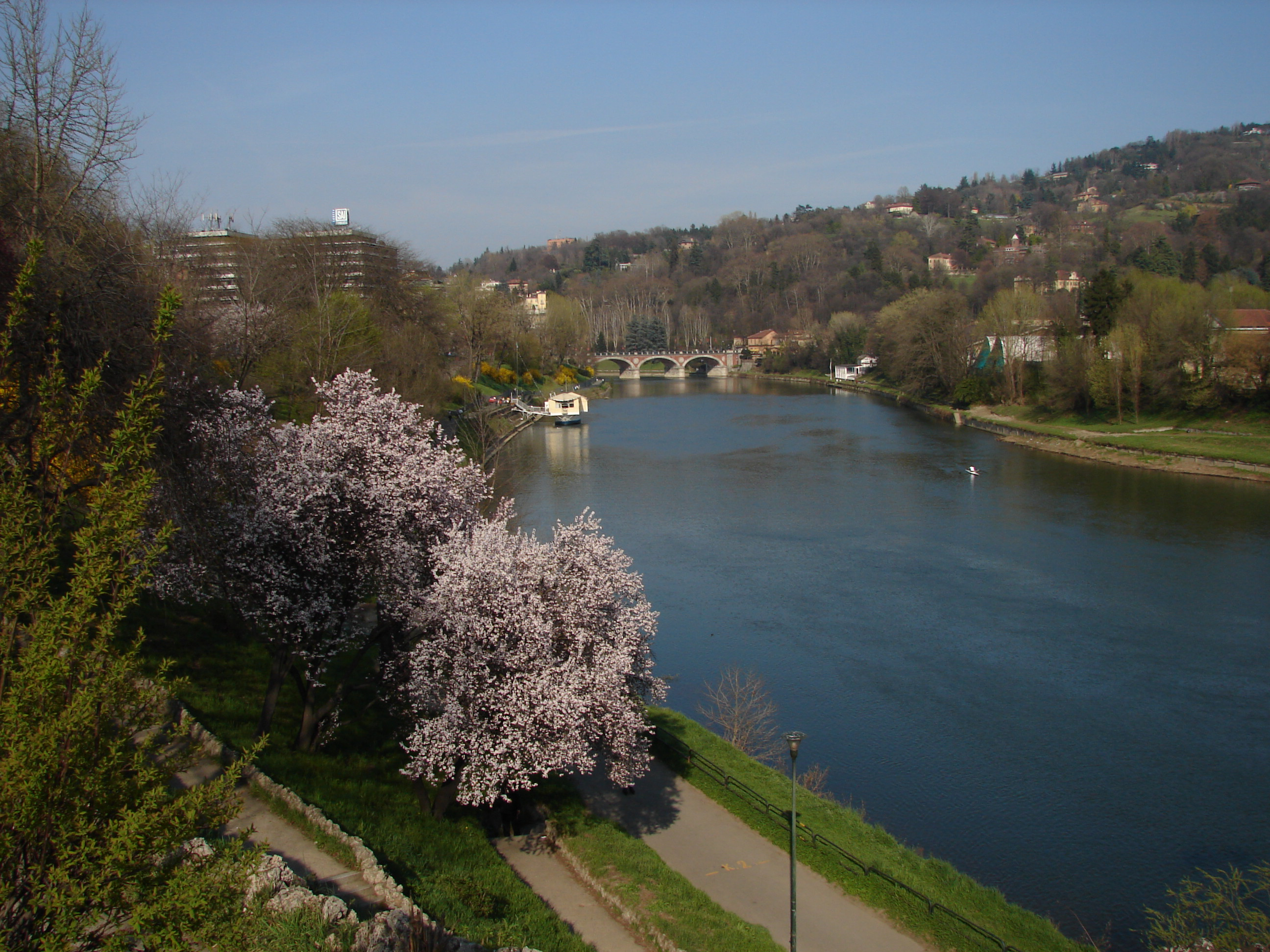
El Po en Turín.

| Nombre            | Longitud | Caudal medio | Observaciones |
| ----------------- | -------- | ------------ | --- |
| Tanaro            | 276 km   | 123 m³/s     | El principal afluente por la derecha del Po. |
| Ticino            | 248 km   | 350 m³/s     | El segundo río italiano por caudal, que entra y sale del Lago Mayor, discurre solo durante pocos kilómetros enteramente en el Piamonte y hace límite con la Lombardía; |
| Dora Baltea       | 160 km   | 110 m³/s     | Tras haber atravesado completamente el Valle de Aosta, atraviesa todo el Canavese;                                                                                     |
| Bormida           | 154 km   | 40 m³/s      | |
| Agogna            | 140 km   | 16 m³/s      | |
| Sesia             | 138 km   | 70 m³/s      | Atraviesa la región de Vercelli y es uno de los más importantes ríos del Piamonte oriental;                                                                            |
| Dora Riparia      | 125 km   | 25 m³/s      | Afluente por la izquierda del Po, que recorre enteramente, con sus afluentes, el Valle de Susa;                                                                        |
| Stura di Demonte  | 111 km   | 47 m³/s      | |
| Orco              | 100 km   | 28 m³/s      | Este torrente recorre el valle homónimo y parte del bajo Canavese; |
| Belbo             | 86 km    | 6m³/s        | |
| Toce              | 83 km    | ?? m³/s      | La más importante fuente del Lago Mayor después del Ticino, discurre por entero por la provincia de Verbano-Cusio-Ossola;                                              |
| Bormida di Spigno | 80 km    | 9 m³/s       | |
| Stura di Lanzo    | 65 km    | ?? m³/s      | Afluente por la izquierda del Po, que, con sus tres ramales, recorre los Valles de Lanzo;                                                                              |
| Pellice           | 60 km    | ?? m³/s      | Primer afluente por la izquierda del Po, que, con su principal tributario, Chisone, recorre los Valles del Pinerolese;                                                 |
| Malone            | 40 km    | 8.8 m³/s     | |
| Sangone           | 47 km    | 3.9m³/s      | |
| Soana             | 24 km    | ?? m³/s      | |

### Lagos

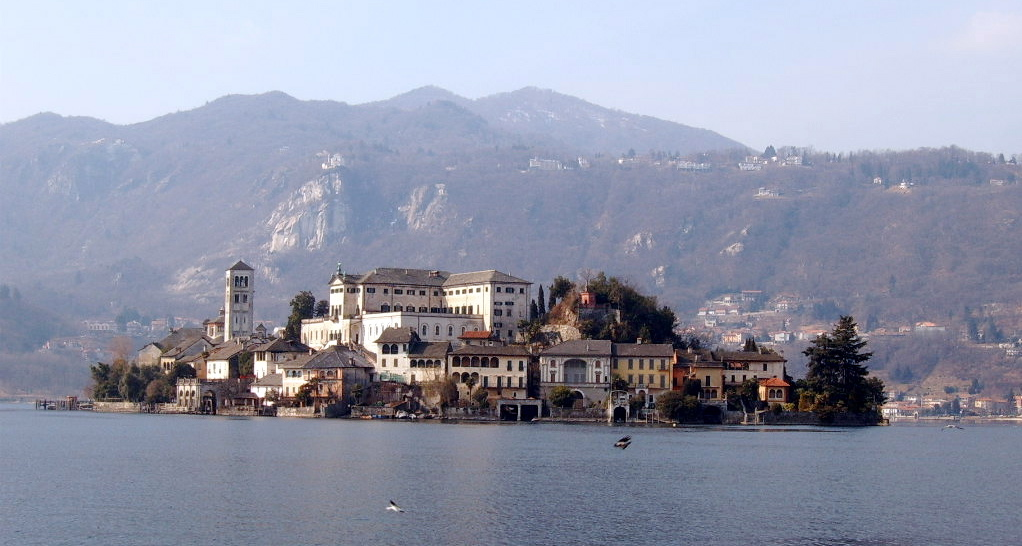
Isla de S.Giulio - lago Orta.

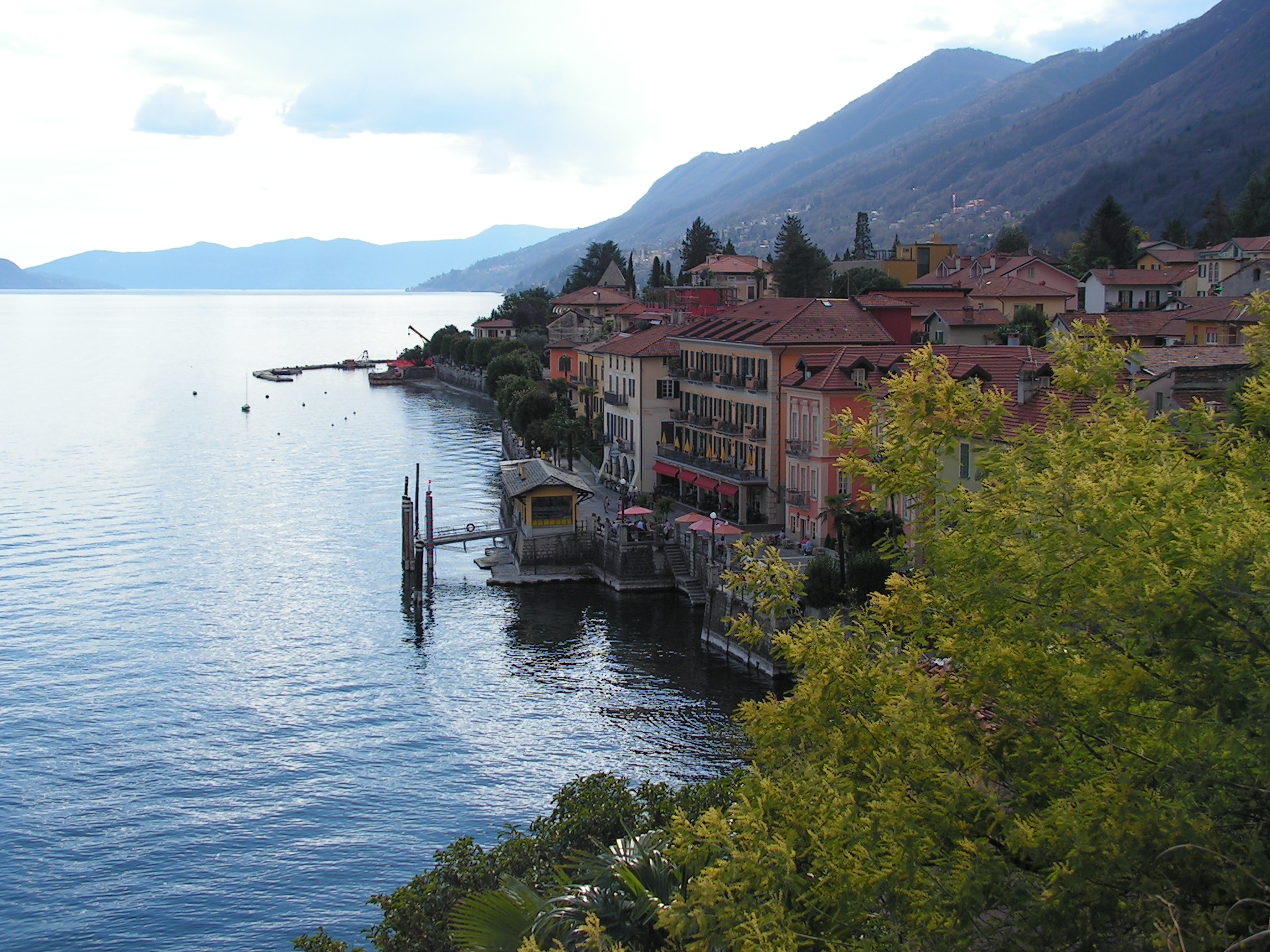
Cannero Riviera - lago Mayor.

Son numerosos los lagos alpinos de origen glaciar y, en especial, morrénicos, presentes en la región. El principal es el Lago Mayor, que tiene una superficie total de 212 km², y una profundidad máxima de 372 m, es uno de los lagos más grandes de Italia; este lago, junto con el cauce de los ríos Ticino y Sesia separan el Piamonte de la Lombardía. El lago Mayor se encuentra entre las provincias de Novara y de Verbano-Cusio-Ossola.
La mayoría de los lagos, naturales o artificiales, no superan los dos kilómetros cuadrados. Sólo dos son más grandes:
- lago de Orta, el segundo lago de la región por extensión, con 18,2 km²; se encuentra entre las provincias de Novara y de Verbano-Cusio-Ossola, su profundidad máxima es de 143 m; presenta como peculiaridad que en el centro tiene una isla, la Isola di San Giulio;
- lago de Viverone, de 6 km² y una profundidad máxima de 70 m, es el tercero por extensión, localizado entre las provincias de Turín y de Biella.

Entre los lagos naturales de dimensiones decididamente muy reducidas se encuentran los siguientes:
- lago de Mergozzo, de 1,85 km²;
- lago de Candia, de 1,35 km²;
- lagos de Avigliana, de 1,5 km² (0,9 el lago Grande y 0,6 el lago Piccolo);
- los cinco lagos del Serra di Ivrea:[2]
  - lago Sirio, de 1.4 km²;
  - lago San Michele;
  - lago Nero;
  - lago Pistono;
  - lago de Campagna (o lago de Cascinette);

Además los numerosos valles alpinos están constelados por muchos lagos pequeños, algunos naturales y la mayor parte artificiales creados para la producción de energía eléctrica. Entre estos se encuentran los lagos Bianco, Ceresole, Malciaussia, Vecchia y Rimasco.

## Clima
El Piamonte tiene un clima continental, típicamente templado (un carácter subcontinental), que sobre los Alpes se transforma progresivamente templado-frío o frío saliendo de cuota. En las zonas situadas en baja cota los inviernos son fríos y húmedos (a menudo se forman nieblas densas) pero poco lluviosa; los veranos en lugar de ello son cálidos pero con posibilidad de fuertes temporales, especialmente en las zonas al norte del Po.
Las lluvias caen prevalentemente en primavera y en otoño sobre la mayor parte del territorio, y en el verano en las zonas alpinas más elevadas en el interior: las cantidades anuales son notables sobre las vertientes montañosas y en el piedemonte del norte de la región, mientras que son más escasas en las llanuras al sur del Po (especialmente en la provincia de Alessandria). Las lluvias medias se encuentran entre los 700 y los 1.400 mm al año. 
Sobre la pluviosidad tiene mucha influencia la dirección de procedencia de las masas de aire. Si son húmedas y provienen del sur, sureste o este de la cadena alpina se bloquean a la entrada (se trata del fenómeno llamado "stau"): en tal caso las precipitaciones pueden incluso ser muy abundantes, especialmente sobre las primeras vertientes montañosas, e incluso provocar inundaciones. En tal caso en lugar las corrientes de aire provienen del norte, noroeste o incluso el oeste, la humedad se descarga sobre la vertiente externa de los Alpes: de tal manera el aire que alcanza la región es seca, y pueden sucederse diversos días sin lluvia (cuando no semanas); de otra manera sobre las zonas montañosas y de piedemonte (especialmente en la provincia de Turín) se convierten en frecuentes los fenómenos de foehn (véase Ola de calor de 19 de enero de 2007). La nieve de invierno es un meteoro relativamente frecuente, debido al efecto de cuenco de los Alpes y de los Apeninos, mayor en el suroeste, que hace difícil el recambio de aire y de invierno favorece la acumulación de un bloque de aire frío al suelo.
Sobre las orillas del lago Mayor está presente un microclima particular, con inviernos más suaves que el resto de la región. Los parámetros promedio de Turín son:
| Parámetros climáticos promedio de Turín | Parámetros climáticos promedio de Turín | Parámetros climáticos promedio de Turín | Parámetros climáticos promedio de Turín | Parámetros climáticos promedio de Turín | Parámetros climáticos promedio de Turín | Parámetros climáticos promedio de Turín | Parámetros climáticos promedio de Turín | Parámetros climáticos promedio de Turín | Parámetros climáticos promedio de Turín | Parámetros climáticos promedio de Turín | Parámetros climáticos promedio de Turín | Parámetros climáticos promedio de Turín | Parámetros climáticos promedio de Turín |
| Mes                                     | Ene.                                    | Feb.                                    | Mar.                                    | Abr.                                    | May.                                    | Jun.                                    | Jul.                                    | Ago.                                    | Sep.                                    | Oct.                                    | Nov.                                    | Dic.                                    | Anual                                   |
| --------------------------------------- | --------------------------------------- | --------------------------------------- | --------------------------------------- | --------------------------------------- | --------------------------------------- | --------------------------------------- | --------------------------------------- | --------------------------------------- | --------------------------------------- | --------------------------------------- | --------------------------------------- | --------------------------------------- | --------------------------------------- |
| Temp. máx. media (°C)                   | 4                                       | 7                                       | 11                                      | 13                                      | 18                                      | 22                                      | 24                                      | 23                                      | 18                                      | 14                                      | 8                                       | 5                                       | 13.9                                    |
| Temp. mín. media (°C)                   | 0                                       | 1                                       | 4                                       | 6                                       | 11                                      | 14                                      | 16                                      | 17                                      | 12                                      | 10                                      | 3                                       | 1                                       | 7.9                                     |
| Precipitación total (mm)                | 40.5                                    | 52.5                                    | 76.9                                    | 104.1                                   | 120.3                                   | 97.6                                    | 66.6                                    | 79.8                                    | 70.1                                    | 88.9                                    | 75.5                                    | 41.6                                    | 914.4                                   |
| Días de precipitaciones (≥ 1 mm)        | 2                                       | 2                                       | 2                                       | 6                                       | 8                                       | 5                                       | 4                                       | 5                                       | 4                                       | 4                                       | 5                                       | 2                                       | 49                                      |
| [cita requerida]                        |                                         |                                         |                                         |                                         |                                         |                                         |                                         |                                         |                                         |                                         |                                         |                                         |                                         |

## Naturaleza

### Situación ambiental
Sobre la base de los resultados obtenidos en la XVI edición de "Ecosistema urbano" de Legambiente, el Piemonte está entre los mejores lugares en cuestiones ambientales y del ecosistema, la ciudad de Verbania (primer puesto) que resulta así ser la mejor ciudad italiana en tiempos medioambientales, Cuneo (puesto 13.º), Asti (puesto 26.º), Biella (32.º), Vercelli (47.º), Novara (53.º) y Alessandria (68.º) gracias al registro resultantes de los valores de la PM10, de la recogida diferenciada de residuos, y del registro de emisiones de CO2 por pasajero en el transporte público. Sólo debe exceptuarse Turín, que se sitúa en el puesto 77.º.

### Paisaje
El paisaje es muy variado: se pasa de las ásperas cumbres del macizo Monte Rosa o del Gran Paradiso hasta los húmedos arrozales de Vercelli o Novara; desde las suaves colinas de las Langhe y de Monferrato hasta las llanuras del Bajo Piamonte, hasta la llanura constelada de haciendas agrícolas e industriales.

### Flora
Junto a las rocas y los pastos hay amplias zonas de bosque: las coníferas están menos difundidad que en otras secciones de los Alpes y dejan pronto el sitio a la hayas y a los castaños. 
La superficie de los bosques en la región Piamonte sumaba, en el año 2008, a 874.609 hectáreas, así compuestos:
- 12.475 ha de bosques de sauce blanco, álamo blanco, chopo espontáneos cerca de los ríos de la llanura y de sauce gris y mimbrera oscura en el monte (1,4% del total);
- 108.136 ha de bosques de robinia en la llanura (12,4%);
- 35.039 ha de robledales de carvallo con o sin carpe blanco en la llanura (4%);
- 42.763 ha de robledales de roble pubescente en el cerro y en el monte (4,9%);
- 38.578 ha de robledales de roble en el cerro (4,4%);
- 3.967 ha de robledales de roble turco en el monte (0,5%);
- 12.897 ha de bosques de fresno florido y carpe negro en el cerro y en el monte (1,5%);
- 204.367 ha de castañares en el monte(23,4%);
- 59.933 ha de arbolado ralo, con abedul y otras especies en el monte y en la montaña (6,9%);
- 5.200 ha de bosques de aliso común en la llanura o aliso gris en el monte (0,6%);
- 40.846 ha de bosques de arce, tilo y fresno en el monte (4,7%);
- 135.770 ha de bosques de haya en la montaña (15,5%);
- 806 ha de pinedas de pino rodeno en la montaña (0,1%);
- 14.326 ha de pinedas de pino silvestre en la montaña (1,6%);
- 2.669 ha de pinedas de turra en la montaña (0,3%)
- 15.221 ha de abetales de abeto blanco en la montaña (1,7%);
- 8.825 ha de bosques de picea de Noruega en la montaña (1%);
- 79.536 ha de bosques de alerce europeo y pino cembro en la montaña (9,1%);
- 31.770 ha de bosques de aliso verde en la montaña (3,6%);
- 2.496 ha de bosques de arbustos en el monte y en la montaña (0,3%);
- 18.989 ha de reforestaciones, en toda la región (2,2%).

En los bosques hay otras especies de árboles que podemos encontrar con frecuencia, a pesar de que no constituyen formaciones en las que estas mismas especies logran ser predominantes: arce menor, orón, cerezo silvestre, mostajo, sorbo silvestre, serbal de los cazadores, olmo de Lock y montano.

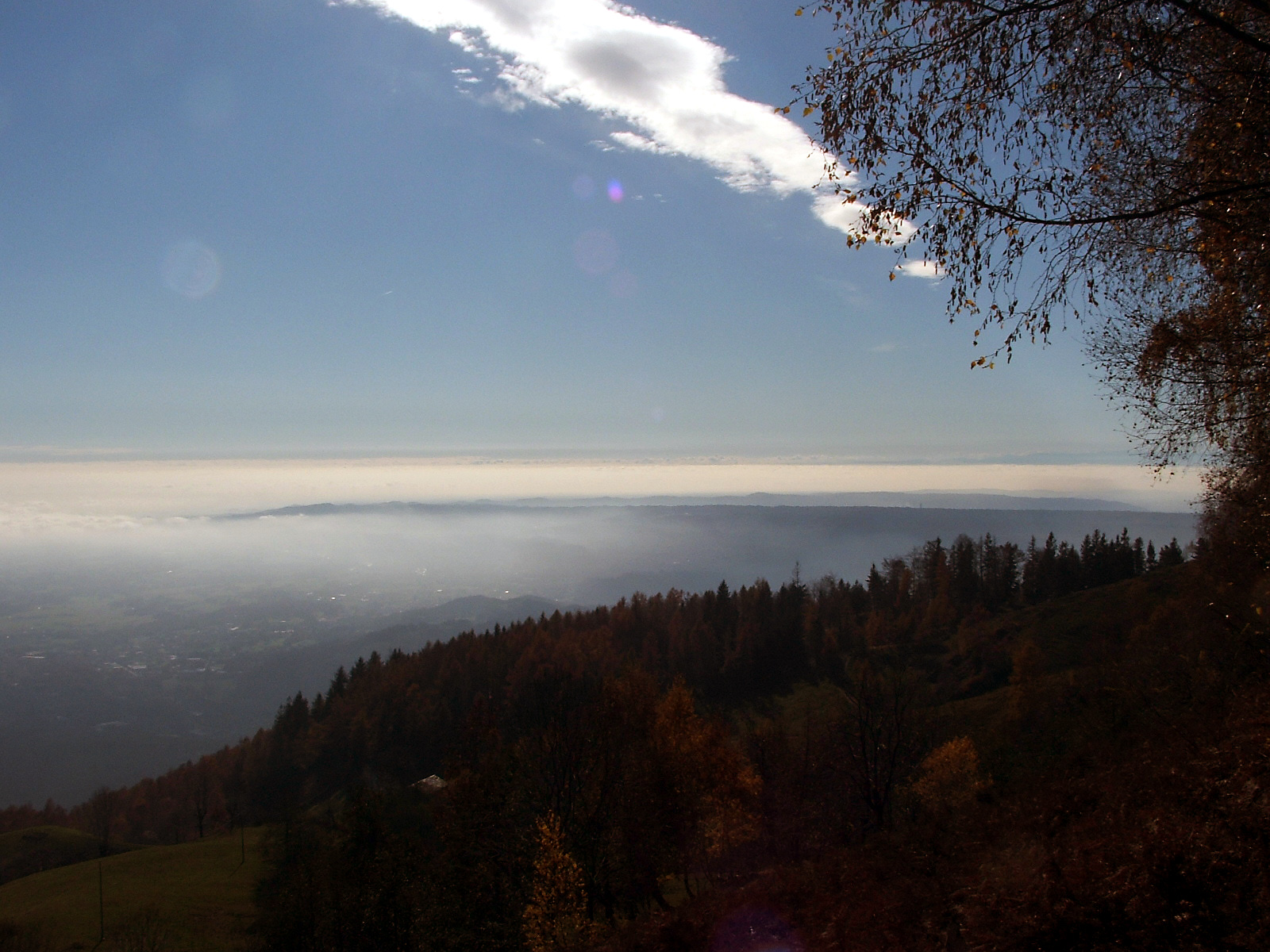
Alturas de Biella, alrededor de 2 km al oeste de Oropa, carretera del Trecciolino.

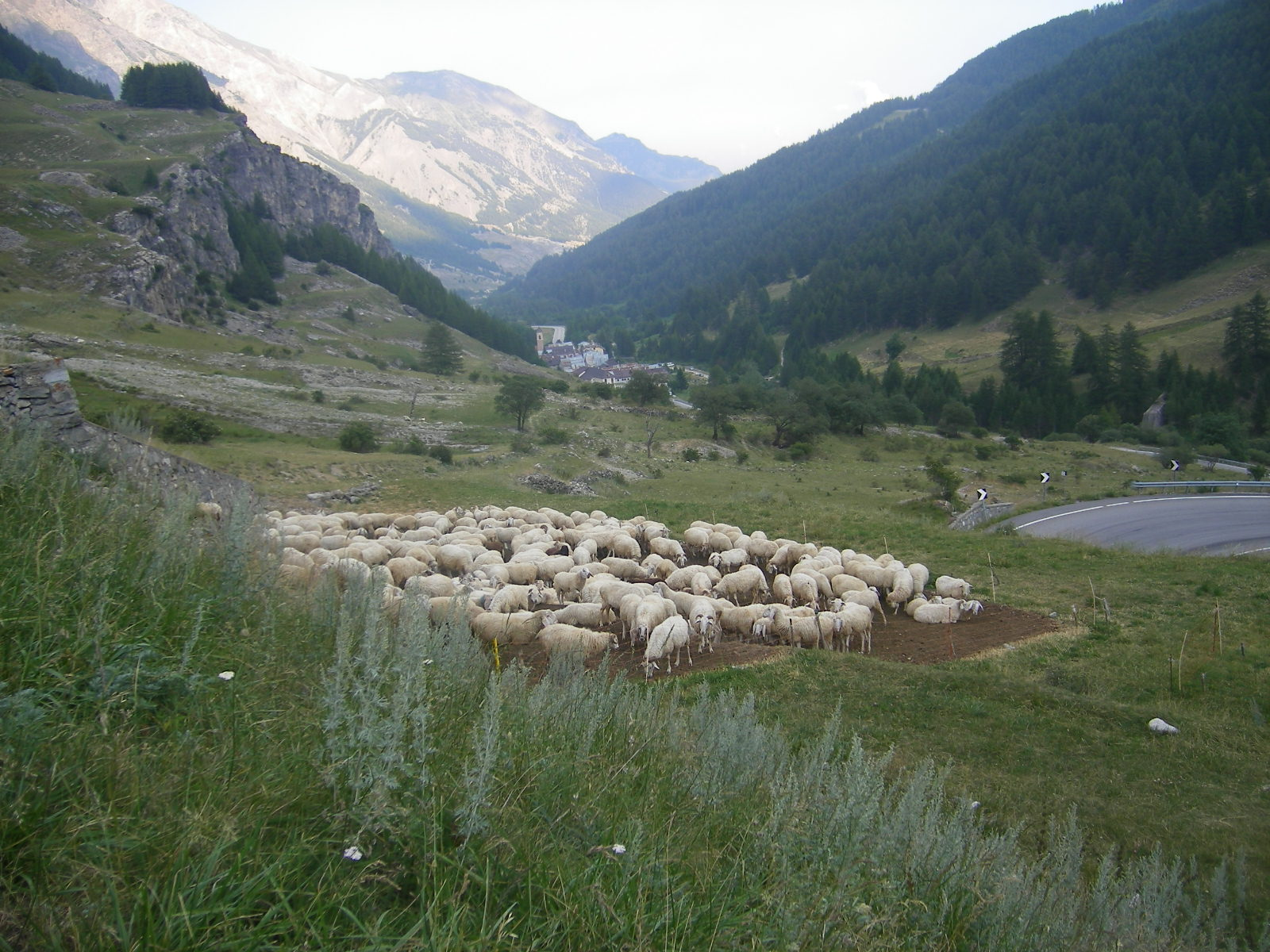
Entre Argentera y Colle della Maddalena (municipio de Argentera).

Además, hay otras especies de árboles que son bastante raras o que podemos encontrar sólo en algunos sitios: arce real. almez, plátano oriental, pino mugo, Quercus crenata, encina, tejo y olmo blanco europeo.
En los bosques de Piamonte hay unas especies alóctonas que se han naturalizado: en primer lugar la robinia y luego otros árboles como negundo, ailanto, pino de Weymouth, cerezo negro americano y pino rojo americano.
En Piamonte viven también muchas especies de arbustos:
- en llanura, cornejo, majuelo, bonetero, arraclán, cerezo de racimos, endrino, rosal silvestre, parrilla, zarza, saúco, bola de nieve.
- en el cerro y en el monte, agracejo, boj, brezo arbóreo, Genista cinerea, cornejo macho, aliagueto, avellano, retama negra, acebo, enerbo, laburno, madreselva de los jardines, manzano silvestre, peral silvestre, rosal de Francia, brusco, serbal de los Vosgos, retama de olor y barbadejo;
- en la montaña, aliso verde, amelanchero, Juniperus nana, codeso de los Alpes , aligustre, Lonicera alpigena, madreselva azul, Lonicera nigra, pino mugo, saúco rojo, pudio, Rosa montana, zarzamora y frambueso.

La flora herbácea de los bosques cuenta con estas especies:
- en la llanura, ajo de oso, anémona del bosque, Carex brizoides, lirio de los valles, lúpulo, poligonato común, celidonia menor, Salvia glutinosa, brusela;
- en el monte y en el cerro, Aruncus dioicus, Brachypodium rupestre, circea, diente de perro, Festuca heterophylla, eléboro negro, Luzula sieberi, Molinia arundinacea, Physospermium cornubiense, flor de primavera, helecho común, germandrina de bosque;
- en la montaña, heno, brecina, Carex humilis, Cephalanthera longifolia, brezo de invierno, Festuca flavescens, heléboro fétido, hepática, Luzula nivea, aleluya, uva de raposo, arándano rojo, violeta de dos flores.

### Áreas protegidas
En la región hay 193.000 hectáreas de áreas protegidas, lo que supone un porcentaje del 7,6% del territorio total, para un total de 56 parques y reservas regionales, dos parques nacionales, el Gran paraíso y el de la Val Grande, el Parque Regional de los Lagos de Avigliana, el parque natural de Rocchetta Tanaro (Asti), el parque natural de las Colinas Turinesas y otros varios parques provinciales.